# 吉吉托夫卡河
吉吉托夫卡河（俄语：Река Джигитовка），前称窑子河（俄语：Река Иодзыхе），是滨海边疆区捷爾涅伊區的河流，源起锡霍特山脉尖山，长72.7公里，流域面积2219平方公里，注入吉吉特湾，河道坡度12米每公里，落差840米。上游和中游河谷窄而深，在距离河口12公里处河谷开始变宽，达4公里。
1972年更改远东地名前，河的上游称旱大河子（俄语：Река Хантахеза），与切廖穆霍瓦亚河汇合后称窑子河。窑子河是汉语名称，旱大河子的“旱大”词源是满语的麋鹿，河的乌德盖语名称是叶尼河。早期俄国航海家将这条河命名为弗拉基米罗夫卡河（俄语：Река Владимировка）。现名吉吉托夫卡河来自帆船吉吉特号，它在1857年至1860年间探索了远东地区。

## 引用
1. ↑  А·П·穆拉诺夫. . 列宁格勒: 气象出版社. 1966 （俄语）.
2. ↑  . 列宁格勒: 气象出版社 （俄语）.
3. ↑  Т·А·基谢尔科瓦娅. . 列宁格勒: 气象出版社. 1977 （俄语）.
4. ↑  . （原始内容存档于2016-03-04）.
5. ↑  Арсеньев В. К. . Минск, Беларусь. 1978: 256.
6. ↑   (PDF). www.vladcity.com. （原始内容 (PDF)存档于2011-07-17）.